# Calao à cuisses blanches
Bycanistes albotibialis
Espèce
Synonymes
- Buceros albotibialis Cabanis & Reichenow, 1877
(protonyme)
- Bycanistes cylindricus albotibialis
(Cabanis & Reichenow, 1877)

Statut de conservation UICN

 LC  : Préoccupation mineure
Le Calao à cuisses blanches (Bycanistes albotibialis) est une espèce d'oiseaux de la famille des Bucerotidae.

## Répartition
Cet oiseau vit en Afrique équatoriale, au Nigeria et au Bénin.